# Rawicz (gmina)
Pour les articles homonymes, voir Rawicz (homonymie).
Rawicz est une gmina mixte du powiat de Rawicz, Grande-Pologne, dans le centre-ouest de la Pologne. Son siège est la ville de Rawicz, qui se situe environ 88 km au sud de la capitale régionale Poznań.
La gmina couvre une superficie de 133,64 km2 pour une population de 29 434 habitants en 2006.

## Géographie

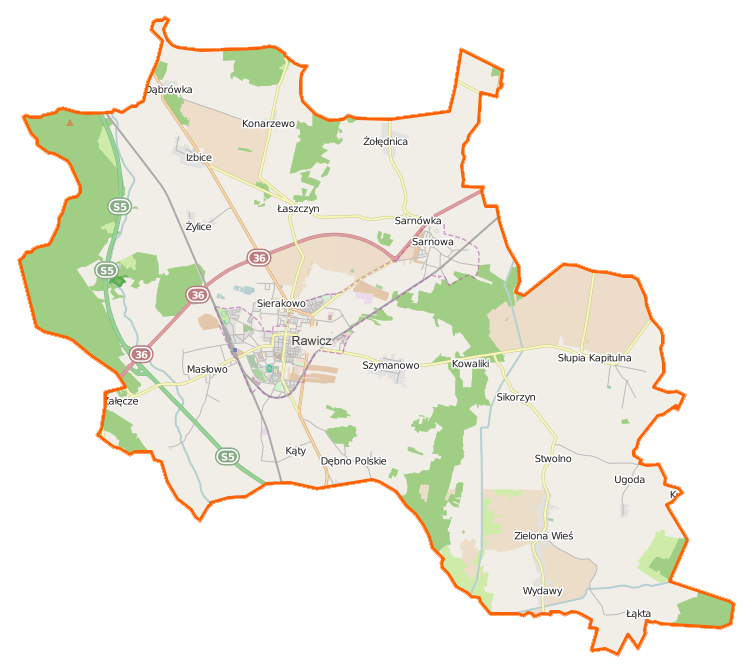
Plan de la gmina.

Outre la ville de Rawicz, la gmina inclut les villages de:
- Dąbrówka
- Dębno Polskie
- Folwark
- Izbice
- Kąty
- Konarzewo
- Łąkta
- Łaszczyn
- Masłowo
- Masłowo-Warszewo
- Sarnówka
- Sierakowo
- Sikorzyn
- Słupia Kapitulna
- Stwolno
- Szymanowo
- Ugoda
- Wydawy
- Załęcze
- Zawady
- Zielona Wieś
- Żołędnica
- Żylice

### Gminy voisines
La gmina de Rawicz est bordée des gminy de :
- Bojanowo
- Miejska Górka
- Milicz
- Pakosław
- Wąsosz
- Żmigród

## Structure du terrain
D'après les données de 2002 la superficie de la commune de Rawicz est de 133,64 km2, répartis comme tel :
- terres agricoles : 74 %
- forêts : 17 %

La commune représente 24,16 % de la superficie du powiat.

## Démographie
Données du 30 juin 2004 :
| Description        | Total  | Total | Femmes | Femmes | Hommes | Hommes |
| ------------------ | ------ | ----- | ------ | ------ | ------ | ------ |
| Unité              | Nombre | %     | Nombre | %      | Nombre | %      |
| population         | 29 297 | 100   | 15 262 | 52,1   | 14 035 | 47,9   |
| Densité (hab./km²) | 219,2  | 219,2 | 114,2  | 114,2  | 105    | 105    |